# William J. Edwards
William Jackson „Jack“ Edwards (* 20. September 1928 in Birmingham, Alabama; † 27. September 2019 in Mobile, Alabama) war ein US-amerikanischer Rechtsanwalt und Politiker (Republikanische Partei). Er war der Ururenkel des US-Kongressabgeordneten William F. Aldrich.

## Werdegang
William Jackson „Jack“ Edwards graduierte 1946 am Shades Cahaba in Homewood (Alabama). Er besuchte 1947 und 1948 die United States Naval School. Danach ging er auf die University of Alabama, wo er 1952 einen Bachelor of Science und 1954 einen Bachelor of Laws erhielt. Ferner war er zwischen 1946 und 1948 und noch einmal zwischen 1950 und 1951 in dem United States Marine Corps (USMC) tätig. Edwards erhielt 1954 seine Zulassung als Anwalt und eröffnete dann eine eigene Anwaltspraxis. Im gleichen Jahr war er ebenfalls als Lehrer für Wirtschaftsrecht tätig.
Edwards verfolgte auch eine politische Laufbahn. Er war zwischen 1960 und 1963 Mitglied des Transportation Advisory Committee der Mobile City Planning Commission. Dann nahm er 1970 als Delegierter an der Republican State Convention teil. Er wurde in den 89. US-Kongress gewählt und die neun nachfolgenden US-Kongresse wiedergewählt. Edwards war im US-Repräsentantenhaus vom 3. Januar 1965 bis zum 3. Januar 1985 tätig. Er lehnte 1984 eine Kandidatur für den 99. US-Kongress ab und nahm nach Ablauf seiner Amtszeit seine Anwaltstätigkeit wieder auf. Edwards wurde 1987 vom US-Präsidenten Reagan für die Metropolitan Washington Airports Authority nominiert.
Er lebte zuletzt in Point Clear, Alabama.